# Suzuki Noriaki
Noriaki Suzuki (sinh ngày 23 tháng 4 năm 1975) là một cầu thủ bóng đá người Nhật Bản.

## Sự nghiệp câu lạc bộ
Noriaki Suzuki đã từng chơi cho Shimizu S-Pulse.